# Puppetry of the Penis
Puppetry of the Penis or the Ancient Art of Genital Origami (übersetzt etwa „Penis-Puppenspiel oder die uralte Kunst des Genitalorigami“) ist eine australische Bühnenperformance, bei der die Darsteller mittels ihres Penis, ihrer Hoden sowie der Vorhaut verschiedene „Figuren“ darstellen.
Zum ersten Mal im Jahr 1998 in Melbourne im Rahmen des Melbourne International Comedy Festival aufgeführt, etablierte sich die von David Friend und Simon Morley erfundene Show auf vielen Bühnen weltweit. Wie bei anderen erfolgreichen Bühnenshows auch (etwa die Blue Man Group oder  Cirque du Soleil) gibt es weltweit mehrere Ensembles (2008: sechs), die im Franchise-System unter dem Namen „Puppetry of the Penis“ auftreten.
Neben den Tourneen tritt die Show regelmäßig bei internationalen Festivals (wie etwa dem Edinburgh Festival Fringe) auf. In London lief die Show über fünf Monate im West End Whitehall Theatre, in New York über ein Jahr am Broadway. Auch zu privaten Anlässen, etwa der Hen Night, können Auftritte gebucht werden.
Die Show und eine Australientournee sind die Grundlage für den Dokumentarfilm „Tackle Happy“ (2000) von  Mick Molloy.
Puppetry of the Penis gehörten auch zum Programm der Greatest Comedian Freakshow im Frühjahr 2023. Die Show basierte auf einer Idee von Till Lindemann und fand in Zusammenarbeit mit dem Akrobatik-Zirkus Flic Flac auf dem Zentralen Festplatz in Berlin statt.

## Veröffentlichungen
- Simon Morley, David Friend: Puppetry of the Penis: The Ancient Australian Art of Genital Origami. Bantam, London 2000, ISBN 0-593-04790-7.